# Culture de Castelluccio
Objets typiques
Céramique
La culture de Castelluccio est une culture archéologique de Sicile datant de l'Âge du bronze ancien. Elle s'étend d'environ 2200 à 1800 av. J.-C. dans la province de Syracuse et les provinces voisines, dans le sud-est de la Sicile.

## Historique
La culture de Castelluccio a été décrite par l'archéologue italien Paolo Orsi (1859-1935), sur la base d'un style de céramique mis au jour à Castelluccio di Noto (it), un village de la commune de Noto, dans la province de Syracuse, en Sicile. Le site préhistorique de Castelluccio se trouve sur un éperon rocheux dominant la vallée du Tellaro.

## Extension géographique
La culture de Castelluccio était présente dans les villages du sud-est de la Sicile, Monte Casale, Cava d'Ispica, Pachino, Niscemi, Cava Lazzaro, près de Noto, de Rosolini (où l'on trouve des dolmens), dans le quartier rocheux byzantin de Coste di Santa Febronia, à Palagonia, à Cuddaru di Crastu (Tornabé-Mercato d'Arrigo), près de Pietraperzia, où se trouvent les restes d'une forteresse en partie sculptée dans la pierre, et - avec différentes formes de céramique - également près d'Agrigente, à Monte Grande.
La mise au jour d'une coupe de type Etna dans la région de Comiso, parmi les objets céramiques locaux, a conduit à la découverte de métiers commerciaux avec les sites de Castelluccio de Paternò, Adrano et Biancavilla, dont les tombes diffèrent en raison du terrain basaltique dur, et aussi pour l'utilisation des grottes de lave comme tombes à chambre.
Sur le site de Branco Grande, près de Camarina, ont été découvertes des huttes ovales, ceinturées d'un mur de pierres sèches, de la même culture. 
Dans les environs de Raguse, en Sicile, on a trouvé des traces d’exploitation minière par d'anciens habitants de Castelluccio. Les tunnels creusés à l'aide d'outils en basalte ont permis l'extraction et la production de silex très recherchés.

## Chronologie
La culture de Castelluccio s'étend d'environ 2200 à 1800 av. J.-C.. Certains archéologues l'ont crue contemporaine de la période grecque helladique moyenne-tardive (1800 à 1400 av. J.-C.),, par la proximité du style des céramiques de Castelluccio avec celles de cette période et avec la céramique « cappadocienne », ce qui pourrait accréditer un apport indo-européen en Sicile.

## Vestiges archéologiques
À côté des vestiges de cabanes préhistoriques circulaires, on a mis au jour une céramique décorée de lignes brunes et noirâtres, qui se croisent sur fond clair jaune-rougeâtre, également tricolore avec l'utilisation du blanc.
Les armes utilisées à l'époque de la culture de Castelluccio étaient des lames en obsidienne, des haches en pierre verte et en basalte et, dans les colonies plus récentes, des haches en bronze.
Les os sculptés et décorés sont considérés comme des idoles, similaires à celles de Malte, de Lerne, et de Troie II et III,.

## Sépultures
Les enterrements ont été faits dans des tombes collectives rondes, creusées en forme de four dans la roche, précédées ou non d’une petite antichambre, et closes par des murs de pierres sèches ou par des plaques, sculptées en relief de symboles et de motifs en spirale évoquant l'acte sexuel,. Il s'agit d'exemples uniques de sculptures préhistoriques siciliennes. Le style des tombes évolue peu jusqu'à l'installation des grecs.

## Huile d'olive

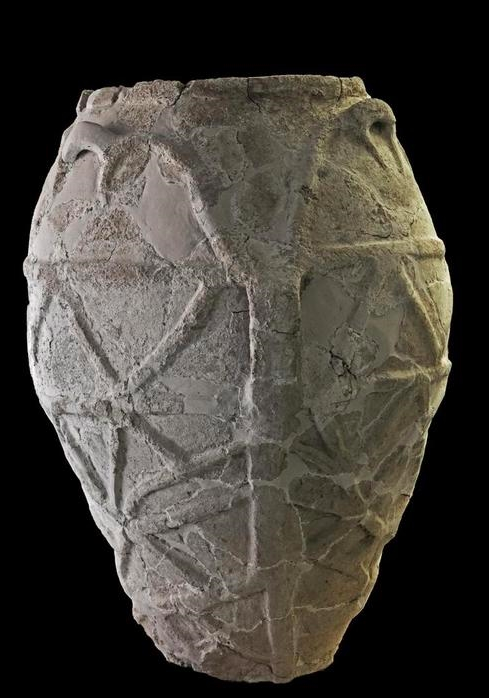
Le pot trouvé à Castelluccio di Noto (musée Paolo Orsi de Syracuse).

Dans la région de Castelluccio, les restes trouvés dans les années 1990, dans un pot en céramique et d'autres fragments de terre cuite, montrent que la plus ancienne huile d'olive d'Europe connue a été fabriquée à Castelluccio il y a plus de 4 000 ans. Les fragments du pot ont été analysés par l'équipe italienne de Decide Tanasi, qui travaille à l'université du Sud de la Floride, aux États-Unis.
Les chercheurs ont identifié des traces d'acide oléique et d'acide linoléique, qui sont les signatures de l'huile d'olive, dans le pot en céramique découvert il y a plus de 20 ans lors de fouilles sur le site archéologique de Castelluccio.
Les restaurateurs ont reconstruit le pot en céramique, obtenu en recomposant environ 400 fragments. Il mesure un mètre de haut et a la forme d'un œuf, avec trois anses sur les côtés. Les résultats ont été publiés dans la revue Analytical Methods. Cette découverte repousse de 700 ans l'invention de l'huile d'olive par rapport à la date avancée précédemment.

## Divers
Certains dolmens, datés de cette même période, à seule fonction funéraire, se trouvent dans différentes parties de la Sicile et sont attribuables à un peuple n'appartenant pas à la culture de Castelluccio.